# Chuyển vị Hofmann
Chuyển vị Hofmann là phản ứng hữu cơ mà chất phản ứng là một amide chuyển thành sản phẩm là amin bậc 1 có ít hơn 1 carbon.

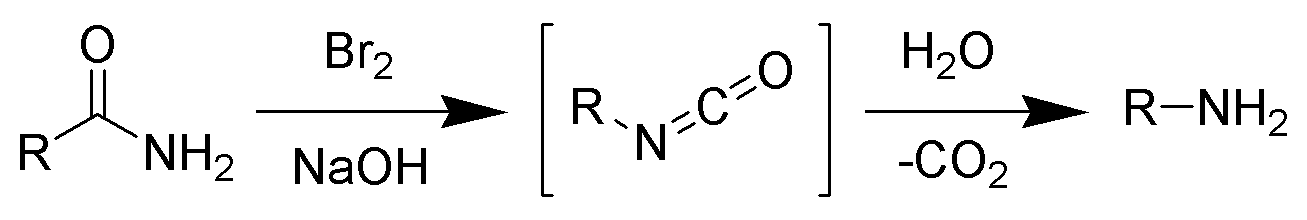
Chuyển vị Hofmann.

Tên phản ứng được đặt theo August Wilhelm von Hofmann. Phản ứng này đôi khi cũng được gọi là giáng cấp Hofmann, và không nên nhầm lẫn với phản ứng tách Hofmann.

## Cơ chế
Phản ứng của brom với natri hydroxide tạo thành natri hypobromit tại chỗ. Sau đó, natri hypobromit phản ứng với amide thành isocyanat là hợp chất trung gian. Không thể hình thành hợp chất nitren trung gian là do nếu có hình thành nitren thì nó sẽ biến đổi thành acid hydroxamic như một sản phẩm phụ, mà điều này chưa bao giờ quan sát thấy trong thực nghiệm. Isocyanat trung gian bị thủy phân thành amin bậc 1 và carbon dioxide.
1. Base lấy proton từ nhóm NH có tính acid, thu được anion.
2. Các anion phản ứng với bromine trong phản ứng thay thế α tạo ra N-bromoamide.
3. Base lấy proton của amide còn lại tạo ra anion bromoamide.
4. Anion bromoamide chuyển vị khi nhóm R chuyển vị từ vị trí carbon của nhóm chức carbonyl đến nguyên tử nitơ cùng lúc với việc ion bromide rời khỏi phân tử, tạo ra một isocyanate.
5. Isocyanate cộng nước theo cơ chế cộng nucleophil, tạo ra acid carbamic (còn gọi là urethane).
6. Acid carbamic mất CO2 dễ dàng, thu được sản phẩm là amin.

## Biến thể
Nhiều thuốc thử có thể thay thế cho nước brom. Natri hypochlorit, chì tetraacetat, N-bromosuccinimide,  (bis(trifluoroacetoxy)iodo)benzene, và 1,8-diazabicyclo(5.4.0)undec-7-en (DBU) đều xảy ra phản ứng chuyển vị Hofmann. Trong ví dụ sau, hợp chất trung gian isocyanat phản ứng metanol, tạo thành carbamate.

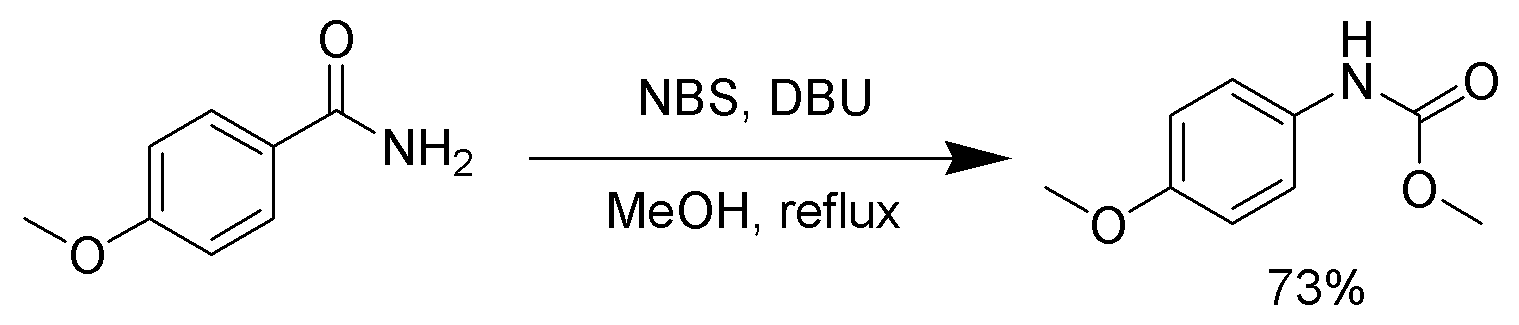
Chuyển vị Hofmann bằng NBS.

Tình huống tương tự, isocyanate trung gian có thể phản ứng với alcohol tert-butylic tạo thành nhóm bảo vệ amin mang tên tert-butoxycarbonyl (viết tắt là Boc)
Chuyển vị Hofmann cũng có thể được sử dụng để tạo racarbamate từ các amide có carbon ở vị trí α,β-chưa no, amide có nhóm hydroxy ở vị trí α  hoặc tạo ra hợp chất nitrile từ amide dạng α,β-acetylenic với hiệu suất cao (≈70%).

## Ứng dụng
- amide aliphatic và amide thơm chuyển thành amin aliphatic và amin thơm
- Trong các chế phẩm của acid anthranilic từ phthalimide
- Acid nicotinic chuyển thành 3-Aminopyridine
- Cấu trúc đối xứng của α-phenyl propanamide không thay đổi sau phản ứng chuyển vị Hofmann.
- Gabapentin từ phản ứng mono-amin hoá anhydride acid 1,1-cyclohexane diacetic với amonia trở thành hợp chất trung gian acid mono-amide 1,1-cyclohexane diacetic; sau đó mới đến chuyển vị Hoffmann: Bằng sáng chế Hoa Kỳ số 20.080.103.334

## Tư liệu
- Clayden, Jonathan (2007). Organic Chemistry. Oxford University Press Inc. tr. 1073. ISBN 978-0-19-850346-0.
- Fieser, Louis F. (1962). Advanced Organic Chemistry. Reinhold Publishing Corporation, Chapman & Hall, Ltd. tr. 499–501.